# Saubach (Rottach)
Der Saubach ist ein linker Zufluss der Rottach im oberbayerischen Landkreis Bad Tölz-Wolfratshausen.
Er entsteht beim Weiler Kreut der Gemeinde Königsdorf und fließt zunächst etwa ostwärts. Dort mündet er nach kurzem Lauf in einem Wald- und Moosgebiet von links in die Rottach.